# Nephargynnis escalantiana
Nephargynnis escalantiana är en fjärilsart som beskrevs av Descimon et al. 1973. Nephargynnis escalantiana ingår i släktet Nephargynnis och familjen praktfjärilar. Inga underarter finns listade i Catalogue of Life.